# Acantholimon fedorovii
Acantholimon fedorovii är en triftväxtart som beskrevs av Sophia G. Tamamschjan och Mirzojeva. Acantholimon fedorovii ingår i släktet Acantholimon och familjen triftväxter. Inga underarter finns listade i Catalogue of Life.